# Rob Hessing
Robertus Hendricus (Rob) Hessing (nascido em 23 de junho de 1942) é um ex-político holandês que ocupou o cargo de Secretário de Estado para o Interior e Relações do Reino pela Lista Pim Fortuyn (LPF) no primeiro governo de Balkenende. De 2003 a 2007 foi membro do Senado.

## Biografia
Hessing trabalhou como polícia e foi chefe da polícia em Eindhoven e Roterdão, bem como oficial de segurança do serviço diplomático holandês. Ele foi inicialmente um membro do Apelo Democrata-Cristão, mas serviu como Secretário de Estado do Interior como membro da Lista Pim Fortuyn no primeiro governo de Balkenende. Depois de o gabinete ter sido dissolvido um ano depois das eleições gerais holandesas de 2003, Hessing foi eleito senador pelo LPF, substituindo o candidato original Bob Smalhout, que se retirou antes das eleições. Hessing foi o único político do LPF a ser eleito para o Senado e formou uma facção de um homem só. Em 12 de junho de 2007, ele deixou o Senado pois o LPF não conseguiu obter votos suficientes nas eleições para o Senado.